# آلفرد کورنر
آلفرد کورنر (آلمانی: Alfred Körner; ۱۴ فوریهٔ ۱۹۲۶ – ۲۳ ژانویهٔ ۲۰۲۰) بازیکن و مربی فوتبال اهل اتریش بود.
از باشگاه‌هایی که در آن بازی کرده‌است می‌توان به باشگاه فوتبال آدمیرا واکر مودلینگ و باشگاه فوتبال راپید وین اشاره کرد.
وی همچنین در تیم ملی فوتبال اتریش بازی کرده‌است.